# Basketball-Südamerikameisterschaft der Damen 2010
Die Basketball-Südamerikameisterschaft der Damen 2010, die 32. Basketball-Südamerikameisterschaft der Damen, fand zwischen dem 10. und 14. August 2010 in Santiago de Chile, Chile statt, das zum sechsten Mal die Meisterschaft ausrichtete. Gewinner war die Mannschaft Brasiliens, die ungeschlagen zum 23. Mal, zum 13. Mal in Folge, die Südamerikameisterschaft der Damen erringen konnte. 

## Teilnehmende Mannschaften
Argentinien
| Position | #  | Name                            | Größe (m) | Geburtsdatum |
| -------- | -- | ------------------------------- | --------- | ------------ |
| SG       | 4  | Debora Sabrina Gonzalez         | 1,70      | 10.01.1990   |
| SF       | 5  | Andrea Boquete                  | 1,80      | 24.09.1990   |
| SF       | 6  | Paula Alejandra Reggiardo       | 1,78      | 31.08.1984   |
| C        | 7  | Alejandra Chesta                | 1,86      | 19.03.1982   |
| SF       | 8  | Noelia Mendoza                  | 1,80      | 26.04.1979   |
|          | 9  | Marina Cava                     | 1,68      | 24.10.1985   |
| SF       | 10 | Paula Gatti                     | 1,72      | 01.09.1978   |
| PG       | 11 | Marcela Paoletta                | 1,69      | 18.01.1979   |
| G        | 12 | Sandra Carolina Pavon           | 1,79      | 01.06.1985   |
| PF       | 13 | Melisa Cejas                    | 1,86      | 26.10.1984   |
| C        | 14 | Erica Carolina Sanchez Iragorre | 1,82      | 05.01.1976   |
| C        | 15 | Florencia Fernandez             | 1,87      | 16.04.1986   |

 Brasilien

| Position | #  | Name                          | Größe (m) | Geburtsdatum |
| -------- | -- | ----------------------------- | --------- | ------------ |
| G        | 4  | Adriana Moisés Pinto          | 1,65      | 06.12.1978   |
| F/G      | 5  | Helen Luz                     | 1,76      | 23.11.1972   |
| F        | 6  | Karen Gustavo                 | 1,83      | 04.03.1984   |
| SF       | 7  | Micaela Jacintho              | 1,82      | 12.06.1979   |
| PG       | 8  | Natalia Burian                | 1,62      | 20.06.1984   |
| F        | 9  | Silvia Cristina Gustavo Rocha | 1,82      | 14.05.1982   |
| C        | 10 | Damiris Dantas do Amaral      | 1,90      | 17.11.1992   |
| SF       | 11 | Fernanda Beling               | 1,83      | 05.12.1982   |
| F        | 12 | Palmira Cristina Marcal       | 1,74      | 20.05.1984   |
| C        | 13 | Alessandra Oliveira           | 2,00      | 02.12.1973   |
| C        | 14 | Nadia Gomes Colhado           | 1,94      | 25.02.1989   |
| C        | 15 | Kelly Santos                  | 1,92      | 10.11.1979   |

 Chile

| Position | #  | Name                                            | Größe (m) | Geburtsdatum |
| -------- | -- | ----------------------------------------------- | --------- | ------------ |
| G        | 4  | Paula Franco                                    | 1,70      | 26.12.1980   |
| SG       | 5  | Catalina Pamela Alexandra De La Quintana Correa | 1,72      | 13.05.1988   |
| PG       | 6  | Javiera Novion                                  | 1,70      | 14.05.1987   |
| SG       | 7  | Paula Moya                                      | 1,74      | 17.03.1990   |
| SF       | 8  | Daniela Troncoso                                | 1,78      | 25.12.1987   |
| SF       | 9  | Leslie Rahmer                                   | 1,75      | 30.06.1984   |
| SG       | 10 | Valentina Aragonese                             | 1,68      | 30.01.1979   |
| C        | 11 | Paola Lorena Naranjo Postigo                    | 1,83      | 19.01.1978   |
| C        | 12 | Ziomara Esket Morrison Jara                     | 1,95      | 15.02.1989   |
| C        | 13 | Tatiana Gomez                                   | 1,90      | 31.12.1981   |
| G        | 14 | Fernanda Serrano                                | 1,75      | 04.08.1992   |
|          | 15 | Maryorett Madrigal                              |           | 08.01.1990   |

 Kolumbien

| Position | #  | Name                             | Größe (m) | Geburtsdatum |
| -------- | -- | -------------------------------- | --------- | ------------ |
| SF       | 4  | Heissy Robledo                   | 1,80      | 08.04.1984   |
| PG       | 5  | Erika Yaneth Valek               | 1,68      | 09.04.1982   |
| SF       | 6  | Elisa Garcia Carvajal            | 1,80      | 10.08.1990   |
| SF       | 7  | Leidy Johanna Sanchez Vergara    | 1,75      | 28.09.1986   |
| C        | 8  | Narlyn Tathiana Mosquera Cordoba | 1,97      | 15.12.1989   |
| SF       | 9  | María Mónica Palacio Hernández   | 1,72      | 30.04.1985   |
|          | 10 | Mabel Susana Martínez Coronado   |           | 28.10.1986   |
| PF       | 11 | Yaneth Maria Arias Acosta        | 1,88      | 14.10.1982   |
| C        | 12 | Luz Yadira Asprilla Perea        | 1,83      | 05.06.1992   |
| C        | 13 | Levys Torres                     | 1,95      | 06.04.1978   |
| SF       | 14 | Angie Avendaño                   | 1,78      | 04.01.1983   |
|          | 15 | Ana Mendoza                      |           | 27.06.1991   |

 Paraguay

| Position | #  | Name                             | Größe (m) | Geburtsdatum |
| -------- | -- | -------------------------------- | --------- | ------------ |
| C        | 4  | Ilda Carina Peña Valdez          | 1,89      | 09.01.1984   |
| G        | 5  | Paola Andrea Ferrari Calabro     | 1,78      | 16.09.1985   |
| PF       | 6  | Astrid Giselle Huttemann Herrera | 1,78      | 04.04.1992   |
| F        | 7  | Claudia Beatriz Aponte Lopez     | 1,77      | 17.01.1991   |
| PG       | 8  | Maria Jazmin Mercado Bordon      | 1,65      | 16.10.1989   |
| SG       | 9  | Heidy Closs                      |           | 13.10.1977   |
| SF       | 10 | Tamara Isabel Insfran Gonzalez   | 1,76      | 26.07.1989   |
| PG       | 11 | Melina Perez                     | 1,65      | 26.01.1989   |
| SF       | 12 | Andrea Gomez                     | 1,78      | 28.01.1990   |
| F        | 13 | Marta Gabriela Peralta Ibarrola  | 1,71      | 16.07.1994   |
| G        | 14 | María Carolina Caraves Pérez     | 1,69      | 31.05.1992   |
| SF       | 15 | Rocio Insfran                    | 1,75      | 30.10.1993   |

 Uruguay
| Position | #  | Name                              | Größe (m) | Geburtsdatum |
| -------- | -- | --------------------------------- | --------- | ------------ |
| SG       | 4  | Daniela Tovagliari Herrera        | 1,70      | 12.12.1989   |
| PG       | 5  | Fiorella Martinelli               | 1,60      | 09.08.1985   |
| SG       | 6  | Lucia Guadalupe                   | 1,74      | 27.10.1990   |
| SF       | 7  | Yessica Catherin Lopez da Costa   | 1,70      | 24.01.1991   |
| G        | 8  | Camila Dos Santos Pedroso         | 1,68      | 26.09.1992   |
| PG       | 9  | Maria Victoria Pereyra Souto      | 1,71      | 19.12.1986   |
|          | 10 | Caroline Micheline Acosta Padovan |           | 27.01.1986   |
| SF       | 11 | Sabina Bello                      | 1,75      | 25.03.1989   |
|          | 12 | Inés Guarnaschelli                |           | 19.02.1991   |
| C        | 13 | Juliana Dibarboure Colmegna       | 1,85      | 23.01.1989   |
| PF       | 14 | Rossana Dagnino                   | 1,72      | 09.05.1989   |
| PF       | 15 | Florencia Somma                   | 1,75      | 19.04.1988   |

 Venezuela
| Position | #  | Name                                  | Größe (m) | Geburtsdatum |
| -------- | -- | ------------------------------------- | --------- | ------------ |
|          | 4  | Iriana Darlyn Velasquez Parra         |           | 17.09.1993   |
| G        | 5  | Roselis Carolina Silva Serrano        | 1,65      | 01.08.1991   |
| C        | 6  | Yosimar Corrales                      | 1,80      | 05.02.1990   |
| G        | 8  | Mariana Del Carmen Duran Calvette     | 1,68      | 12.05.1993   |
| F        | 9  | Waleska Alejandra Perez Abreu         | 1,77      | 17.02.1994   |
|          | 11 | Endrina Desired Bolívar Morillo       |           | 11.11.1990   |
| F        | 12 | Cleyder Oderlin Blanco Pinango        | 1,83      | 12.01.1990   |
|          | 13 | Enmy Yoseida Blanco                   |           | 14.12.1982   |
| G/F      | 14 | Ofelia Maria Villarroel Caraballo     | 1,78      | 03.12.1978   |
|          | 15 | Ayalexis Carolina Ilarraza Verenzuela |           | 08.01.1993   |

## Schiedsrichter
Roberto Omar Smith 

 Jacob Cassimiro Barreto 

 Jose Carrasco Pincetti 

 Alejandra Guerrero Alvarez 

 Ronnye Eduardo Silva Bernal 

 Richard Eduardo Pereira Flores 

 Pablo Francisco Sosa 

 Kaled el Halah el Hilhe

## Modus
In der Vorrunde spielten drei (Gruppe A) bzw. vier (Gruppe B) Mannschaften in zwei Gruppen gegeneinander. Die Gruppenersten und -zweiten zogen ins Halbfinale ein, wobei die Gruppenersten gegen die Gruppenzweiten der anderen Gruppe im KO-Modus antraten. Die anderen Plätze wurden in Klassifizierungsspielen nach demselben Verfahren ausgespielt, wobei der Drittplatzierte aus Gruppe B zunächst ein Freilos erhielt und somit mindestens Sechster wurde.

## Ergebnisse

### Vorrunde
Gruppe A
| Platzierung | Mannschaft  | Punkte | G | V | Körbe   | Diff |
| ----------- | ----------- | ------ | - | - | ------- | ---- |
| 1           | Argentinien | 4      | 2 | 0 | 179:144 | +35  |
| 2           | Paraguay    | 3      | 1 | 1 | 168:185 | −17  |
| 3           | Chile       | 2      | 0 | 2 | 163:181 | −18  |

| 10. August 19:30 | Report | Argentinien                                                                            | 97 – 69 | Paraguay                                                                   |  |
| 10. August 19:30 | Report | Punkte pro Viertel: 30 : 11, 16 : 19, 28 : 17, 23 : 22                                 |         |                                                                            |  |
| 10. August 19:30 | Report | Punkte: M. Cava, F. Fernandez 20 Rebounds: F. Fernandez 8 Assists: drei Spielerinnen 3 |         | Punkte: P. Ferrari 33 Rebounds: P. Ferrari 8 Assists: C. Aponte, I. Peña 2 |  |
| 10. August 19:30 | Report |                                                                                        |         |                                                                            |  |

| 11. August 19:30 | Report | Chile                                                              | 88 – 99 | Paraguay                                                          | Schiedsrichter: Pablo Francisco Sosa, Jacob Cassimiro Barreto |
| 11. August 19:30 | Report | Punkte pro Viertel: 16 : 30, 14 : 15, 28 : 25, 30 : 29             |         |                                                                   | Schiedsrichter: Pablo Francisco Sosa, Jacob Cassimiro Barreto |
| 11. August 19:30 | Report | Punkte: V. Aragonese 23 Rebounds: T. Gomez 19 Assists: J. Novion 6 |         | Punkte: P. Ferrari 48 Rebounds: C. Aponte 6 Assists: P. Ferrari 9 | Schiedsrichter: Pablo Francisco Sosa, Jacob Cassimiro Barreto |
| 11. August 19:30 | Report |                                                                    |         |                                                                   | Schiedsrichter: Pablo Francisco Sosa, Jacob Cassimiro Barreto |

| 12. August 19:30 | Report | Chile                                                           | 75 – 82 | Argentinien                                                      | Schiedsrichter: Richard Eduardo Pereira Flores, Kaled el Halah el Hilhe |
| 12. August 19:30 | Report | Punkte pro Viertel: 15 : 20, 21 : 21, 18 : 28, 21 : 13          |         |                                                                  | Schiedsrichter: Richard Eduardo Pereira Flores, Kaled el Halah el Hilhe |
| 12. August 19:30 | Report | Punkte: T. Gomez 18 Rebounds: T. Gomez 6 Assists: Z. Morrison 3 |         | Punkte: E. Sanchez 28 Rebounds: E. Sanchez 8 Assists: P. Gatti 5 | Schiedsrichter: Richard Eduardo Pereira Flores, Kaled el Halah el Hilhe |
| 12. August 19:30 | Report |                                                                 |         |                                                                  | Schiedsrichter: Richard Eduardo Pereira Flores, Kaled el Halah el Hilhe |

Gruppe B
| Platzierung | Mannschaft | Punkte | G | V | Körbe   | Diff |
| ----------- | ---------- | ------ | - | - | ------- | ---- |
| 1           | Brasilien  | 6      | 3 | 0 | 321:133 | +188 |
| 2           | Kolumbien  | 5      | 2 | 1 | 200:216 | −16  |
| 3           | Venezuela  | 4      | 1 | 2 | 170:244 | −74  |
| 4           | Uruguay    | 3      | 0 | 3 | 173:271 | −98  |

| 10. August 15:30 | Report | Venezuela                                                         | 61 – 68 | Kolumbien                                                                       |  |
| 10. August 15:30 | Report | Punkte pro Viertel: 10 : 21, 12 : 10, 22 : 17, 17 : 20            |         |                                                                                 |  |
| 10. August 15:30 | Report | Punkte: R. Silva 19 Rebounds: O. Villarroel 9 Assists: W. Perez 3 |         | Punkte: N. Mosquera 28 Rebounds: N. Mosquera, M. Martínez 6 Assists: E. Valek 7 |  |
| 10. August 15:30 | Report |                                                                   |         |                                                                                 |  |

| 10. August 17:30 | Report | Brasilien                                                           | 120 – 43 | Uruguay                                                                                |  |
| 10. August 17:30 | Report | Punkte pro Viertel: 31 : 8, 26 : 14, 35 : 10, 28 : 11               |          |                                                                                        |  |
| 10. August 17:30 | Report | Punkte: D. do Amaral 18 Rebounds: K. Santos 8 Assists: K. Gustavo 4 |          | Punkte: M. Pereyra 9 Rebounds: vier Spielerinnen 2 Assists: D. Tovagliari, C. Acosta 1 |  |
| 10. August 17:30 | Report |                                                                     |          |                                                                                        |  |

| 11. August 15:30 | Report | Uruguay                                                             | 69 – 72 | Venezuela                                                                     | Schiedsrichter: Roberto Omar Smith, Jose Carrasco Pincetti |
| 11. August 15:30 | Report | Punkte pro Viertel: 19 : 15, 13 : 25, 18 : 22, 19 : 10              |         |                                                                               | Schiedsrichter: Roberto Omar Smith, Jose Carrasco Pincetti |
| 11. August 15:30 | Report | Punkte: M. Pereyra 19 Rebounds: F. Somma 10 Assists: L. Guadalupe 2 |         | Punkte: Y. Corrales 21 Rebounds: Y. Corrales, C. Blanco 9 Assists: R. Silva 3 | Schiedsrichter: Roberto Omar Smith, Jose Carrasco Pincetti |
| 11. August 15:30 | Report |                                                                     |         |                                                                               | Schiedsrichter: Roberto Omar Smith, Jose Carrasco Pincetti |

| 11. August 17:30 | Report | Brasilien                                                                     | 94 – 53 | Kolumbien                                                         | Schiedsrichter: Kaled el Halah el Hilhe, Ronnye Eduardo Silva Bernal |
| 11. August 17:30 | Report | Punkte pro Viertel: 28 : 10, 22 : 7, 24 : 17, 20 : 19                         |         |                                                                   | Schiedsrichter: Kaled el Halah el Hilhe, Ronnye Eduardo Silva Bernal |
| 11. August 17:30 | Report | Punkte: F. Beling 13 Rebounds: S. Gustavo, A. Oliveira 7 Assists: A. Moises 6 |         | Punkte: N. Mozquera 16 Rebounds: H. Robledo 6 Assists: E. Valek 5 | Schiedsrichter: Kaled el Halah el Hilhe, Ronnye Eduardo Silva Bernal |
| 11. August 17:30 | Report |                                                                               |         |                                                                   | Schiedsrichter: Kaled el Halah el Hilhe, Ronnye Eduardo Silva Bernal |

| 12. August 15:30 | Report | Kolumbien                                                       | 79 – 61 | Uruguay                                                                                          | Schiedsrichter: Ronnye Eduardo Silva Bernal, Jacob Cassimiro Barreto |
| 12. August 15:30 | Report | Punkte pro Viertel: 28 : 20, 22 : 15, 13 : 14, 16 : 12          |         |                                                                                                  | Schiedsrichter: Ronnye Eduardo Silva Bernal, Jacob Cassimiro Barreto |
| 12. August 15:30 | Report | Punkte: Y. Arias 26 Rebounds: N. Mosquera 9 Assists: E. Valek 8 |         | Punkte: D. Tovagliari 16 Rebounds: F. Somma, J. Dibarboure 5 Assists: L. Guadalupe, L. Dagnino 2 | Schiedsrichter: Ronnye Eduardo Silva Bernal, Jacob Cassimiro Barreto |
| 12. August 15:30 | Report |                                                                 |         |                                                                                                  | Schiedsrichter: Ronnye Eduardo Silva Bernal, Jacob Cassimiro Barreto |

| 12. August 17:30 | Report | Brasilien                                                    | 107 – 37 | Venezuela                                                         | Schiedsrichter: Pablo Francisco Sosa, Alejandra Guerrero Alvarez |
| 12. August 17:30 | Report | Punkte pro Viertel: 20 : 11, 30 : 7, 28 : 12, 29 : 7         |          |                                                                   | Schiedsrichter: Pablo Francisco Sosa, Alejandra Guerrero Alvarez |
| 12. August 17:30 | Report | Punkte: N. Gomes 16 Rebounds: S. Gustavo 8 Assists: H. Luz 7 |          | Punkte: C. Blanco 8 Rebounds: O. Villarroel 5 Assists: R. Silva 4 | Schiedsrichter: Pablo Francisco Sosa, Alejandra Guerrero Alvarez |
| 12. August 17:30 | Report |                                                              |          |                                                                   | Schiedsrichter: Pablo Francisco Sosa, Alejandra Guerrero Alvarez |

### Spiele um Platz fünf bis acht
| Halbfinale 13. August 2010 | Halbfinale 13. August 2010 | Halbfinale 13. August 2010 |                  |       | Finale 14. August 2010 | Finale 14. August 2010 | Finale 14. August 2010 |
|                            |                            |                            |                  |       |                        |                        |                        |
| A3                         | Chile                      | 96                         |                  |       |                        |                        |                        |
| B4                         | Uruguay                    | 63                         |                  |       | Spiel um Platz fünf    | Spiel um Platz fünf    | Spiel um Platz fünf    |
|                            |                            |                            | A3               | Chile | 86                     |                        |                        |
|                            |                            |                            |                  | B3    | Venezuela              | 71                     |                        |
| B3                         | Venezuela                  |                            |                  |       |                        |                        |                        |
|                            | Freilos                    |                            |                  |       |                        |                        |                        |
|                            |                            |                            | Spiel um Platz 3 |       |                        |                        |                        |
|                            |                            |                            |                  |       |                        |                        |                        |
|                            |                            |                            |                  |       |                        |                        |                        |
|                            |                            |                            |                  |       |                        |                        |                        |

| 13. August 15:30 | Report | Chile                                                                       | 96 – 63 | Uruguay                                                                                     | Schiedsrichter: Roberto Omar Smith, Alejandra Guerrero Alvarez |
| 13. August 15:30 | Report | Punkte pro Viertel: 30 : 13, 16 : 16, 18 : 17, 32 : 17                      |         |                                                                                             | Schiedsrichter: Roberto Omar Smith, Alejandra Guerrero Alvarez |
| 13. August 15:30 | Report | Punkte: T. Gomez 23 Rebounds: T. Gomez, Z. Morrison 13 Assists: J. Novion 4 |         | Punkte: L. Guadalupe 17 Rebounds: L. Guadalupe 5 Assists: F. Martinelli, I. Guarnaschelli 2 | Schiedsrichter: Roberto Omar Smith, Alejandra Guerrero Alvarez |
| 13. August 15:30 | Report |                                                                             |         |                                                                                             | Schiedsrichter: Roberto Omar Smith, Alejandra Guerrero Alvarez |

#### Spiel um Platz fünf
| 14. August 15:30 | Report | Chile                                                                        | 86 – 71 | Venezuela                                                           | Schiedsrichter: Ronnye Eduardo Silva Bernal, Alejandra Guerrero Alvarez |
| 14. August 15:30 | Report | Punkte pro Viertel: 30 : 18, 12 : 12, 20 : 17, 24 : 24                       |         |                                                                     | Schiedsrichter: Ronnye Eduardo Silva Bernal, Alejandra Guerrero Alvarez |
| 14. August 15:30 | Report | Punkte: Z. Morrison 20 Rebounds: Z. Morrison 16 Assists: vier Spielerinnen 2 |         | Punkte: O. Villarroel 25 Rebounds: C. Blanco 11 Assists: R. Silva 3 | Schiedsrichter: Ronnye Eduardo Silva Bernal, Alejandra Guerrero Alvarez |
| 14. August 15:30 | Report |                                                                              |         |                                                                     | Schiedsrichter: Ronnye Eduardo Silva Bernal, Alejandra Guerrero Alvarez |

### Halbfinale
| Halbfinale 13. August 2010 | Halbfinale 13. August 2010 | Halbfinale 13. August 2010 |                     |             | Finale 14. August 2010 | Finale 14. August 2010 | Finale 14. August 2010 |
|                            |                            |                            |                     |             |                        |                        |                        |
| A1                         | Argentinien                | 83                         |                     |             |                        |                        |                        |
| B2                         | Kolumbien                  | 74                         |                     |             | Finale                 | Finale                 | Finale                 |
|                            |                            |                            | A1                  | Argentinien | 68                     |                        |                        |
|                            |                            |                            |                     | B1          | Brasilien              | 94                     |                        |
| B1                         | Brasilien                  | 114                        |                     |             |                        |                        |                        |
| A2                         | Paraguay                   | 61                         |                     |             |                        |                        |                        |
|                            |                            |                            | Spiel um Platz drei |             |                        |                        |                        |
|                            |                            |                            | B2                  | Kolumbien   | 85                     |                        |                        |
| A2                         | Paraguay                   | 70                         |                     |             |                        |                        |                        |
|                            |                            |                            |                     |             |                        |                        |                        |

| 13. August 17:30 | Report | Argentinien                                                       | 83 – 74 | Kolumbien                                                     | Schiedsrichter: Pablo Francisco Sosa, Jose Carrasco Pincetti |
| 13. August 17:30 | Report | Punkte pro Viertel: 16 : 24, 18 : 14, 31 : 17, 18 : 19            |         |                                                               | Schiedsrichter: Pablo Francisco Sosa, Jose Carrasco Pincetti |
| 13. August 17:30 | Report | Punkte: E. Sanchez 20 Rebounds: S. Pavon 9 Assists: M. Paoletta 4 |         | Punkte: Y. Arias 23 Rebounds: Y. Arias 11 Assists: E. Valek 5 | Schiedsrichter: Pablo Francisco Sosa, Jose Carrasco Pincetti |
| 13. August 17:30 | Report |                                                                   |         |                                                               | Schiedsrichter: Pablo Francisco Sosa, Jose Carrasco Pincetti |

| 13. August 19:30 | Report | Brasilien                                                             | 114 – 61 | Paraguay                                                                      | Schiedsrichter: Richard Eduardo Pereira Flores, Kaled el Halah el Hilhe |
| 13. August 19:30 | Report | Punkte pro Viertel: 32 : 14, 28 : 21, 29 : 14, 25 : 12                |          |                                                                               | Schiedsrichter: Richard Eduardo Pereira Flores, Kaled el Halah el Hilhe |
| 13. August 19:30 | Report | Punkte: N. Gomes 23 Rebounds: N. Gomes 9 Assists: drei Spielerinnen 4 |          | Punkte: P. Ferrari 23 Rebounds: P. Ferrari, M. Caraves 4 Assists: C. Aponte 2 | Schiedsrichter: Richard Eduardo Pereira Flores, Kaled el Halah el Hilhe |
| 13. August 19:30 | Report |                                                                       |          |                                                                               | Schiedsrichter: Richard Eduardo Pereira Flores, Kaled el Halah el Hilhe |

### Spiel um Platz drei
| 14. August 17:30 | Report | Kolumbien                                                     | 85 – 70 | Paraguay                                                                         | Schiedsrichter: Roberto Omar Smith, Jacob Cassimiro Barreto |
| 14. August 17:30 | Report | Punkte pro Viertel: 17 : 20, 29 : 17, 25 : 11, 14 : 22        |         |                                                                                  | Schiedsrichter: Roberto Omar Smith, Jacob Cassimiro Barreto |
| 14. August 17:30 | Report | Punkte: Y. Arias 34 Rebounds: Y. Arias 14 Assists: E. Valek 7 |         | Punkte: P. Ferrari 30 Rebounds: A. Huttemann, I. Insfran 6 Assists: P. Ferrari 7 | Schiedsrichter: Roberto Omar Smith, Jacob Cassimiro Barreto |
| 14. August 17:30 | Report |                                                               |         |                                                                                  | Schiedsrichter: Roberto Omar Smith, Jacob Cassimiro Barreto |

### Finale
| 14. August 19:30 | Report | Argentinien                                                                      | 68 – 94 | Brasilien                                                                   | Schiedsrichter: Richard Eduardo Pereira Flores, Jose Carrasco Pincetti |
| 14. August 19:30 | Report | Punkte pro Viertel: 25 : 17, 17 : 23, 13 : 23, 13 : 31                           |         |                                                                             | Schiedsrichter: Richard Eduardo Pereira Flores, Jose Carrasco Pincetti |
| 14. August 19:30 | Report | Punkte: P. Reggiardo 19 Rebounds: M. Cava 5 Assists: D. Gonzalez, P. Reggiardo 2 |         | Punkte: S. Gustavo 14 Rebounds: D. do Amaral 6 Assists: drei Spielerinnen 2 | Schiedsrichter: Richard Eduardo Pereira Flores, Jose Carrasco Pincetti |
| 14. August 19:30 | Report |                                                                                  |         |                                                                             | Schiedsrichter: Richard Eduardo Pereira Flores, Jose Carrasco Pincetti |

| Brasilien                       |
| Meister Brasilien               |
| Dreiundzwanzigste Meisterschaft |

## Individuelle Statistiken

### Punkte
| Gesamt | Gesamt           | Gesamt | pro Spiel | pro Spiel           | pro Spiel    |
| Platz  | Name             | Anzahl | Platz     | Name                | Durchschnitt |
| ------ | ---------------- | ------ | --------- | ------------------- | ------------ |
| 1      | Paola Ferrari    | 134    | 1         | Paola Ferrari       | 33,5         |
| 2      | Yaneth Arias     | 103    | 2         | Yaneth Arias        | 20,6         |
| 3      | Narlin Mozquera  | 80     | 3         | Ziomara Morrison    | 18,5         |
| 4      | Ziomara Morrison | 74     | 4         | Tatiana Gomez       | 18,3         |
| 5      | Tatiana Gomez    | 73     | 5         | Florencia Fernandez | 18,0         |

### Rebounds
| Gesamt | Gesamt           | Gesamt | pro Spiel | pro Spiel        | pro Spiel    |
| Platz  | Name             | Anzahl | Platz     | Name             | Durchschnitt |
| ------ | ---------------- | ------ | --------- | ---------------- | ------------ |
| 1      | Ziomara Morrison | 45     | 1         | Ziomara Morrison | 11,2         |
| 2      | Tatiana Gomez    | 44     | 2         | Tatiana Gomez    | 11,0         |
| 3      | Yaneth Arias     | 33     | 3         | Yosimar Corrales | 7,0          |
| 4      | Yosimar Corrales | 28     | 4         | Yaneth Arias     | 6,6          |
|        | Silvia Gustavo   | 28     | 5         | Cleyder Blanco   | 6,5          |

### Assists
| Gesamt | Gesamt         | Gesamt | pro Spiel | pro Spiel      | pro Spiel    |
| Platz  | Name           | Anzahl | Platz     | Name           | Durchschnitt |
| ------ | -------------- | ------ | --------- | -------------- | ------------ |
| 1      | Erika Valek    | 32     | 1         | Erika Valek    | 6,4          |
| 2      | Paola Ferrari  | 18     | 2         | Paola Ferrari  | 4,5          |
| 3      | Adriana Moises | 16     | 3         | Javiera Novion | 3,8          |
| 4      | Javiera Novion | 15     | 4         | Karen Gustavo  | 3,3          |
| 5      | Karen Gustavo  | 13     | 5         | Adriana Moises | 3,2          |

### Steals
| Gesamt | Gesamt          | Gesamt | pro Spiel | pro Spiel       | pro Spiel    |
| Platz  | Name            | Anzahl | Platz     | Name            | Durchschnitt |
| ------ | --------------- | ------ | --------- | --------------- | ------------ |
| 1      | Roselis Silva   | 14     | 1         | Roselis Silva   | 3,5          |
|        | Erika Valek     | 14     | 2         | Erika Valek     | 2,8          |
| 2      | Paola Ferrari   | 11     |           | Paola Ferrari   | 2,8          |
|        | Luica Guadalupe | 11     |           | Luica Guadalupe | 2,8          |
|        | Javiera Novion  | 11     |           | Javiera Novion  | 2,8          |

### Blocks
| Gesamt | Gesamt              | Gesamt | pro Spiel | pro Spiel           | pro Spiel    |
| Platz  | Name                | Anzahl | Platz     | Name                | Durchschnitt |
| ------ | ------------------- | ------ | --------- | ------------------- | ------------ |
| 1      | Tatiana Gomez       | 9      | 1         | Tatiana Gomez       | 2,2          |
| 2      | Narlyn Mozquera     | 5      | 2         | Narlyn Mozquera     | 1,0          |
|        | Alessandra Oliveira | 5      |           | Alessandra Oliveira | 1,0          |
| 3      | Ziomara Morrison    | 3      | 3         | Ziomara Morrison    | 0,8          |
|        | Damiris do Amaral   | 3      | 4         | Levys Torres        | 0,7          |

## Abschlussplatzierung
| Rang | Mannschaft  |
| ---- | ----------- |
| 1    | Brasilien   |
| 2    | Argentinien |
| 3    | Kolumbien   |
| 4    | Paraguay    |
| 5    | Chile       |
| 6    | Venezuela   |
| 7    | Uruguay     |